# Trio pour piano no 43 de Joseph Haydn

Le Trio pour piano no 43 Hob.XV.27 en ut majeur est un trio pour piano, violon et violoncelle composé en 1797 par Joseph Haydn. Ce trio fit l'admiration de Mendelssohn puisqu'il confia en février 1838 : « les gens n'en revenaient pas d'étonnement qu'une chose aussi belle puisse exister, et pourtant elle est imprimée depuis longtemps chez Breitkopf ».

## Structure
1. Allegro (à 4/4)
2. Andante (en la majeur, à 6/8)
3. Finale : Presto à 2/4